# 7 World Trade Center
7 World Trade Center, kurz 7 WTC (Seven World Trade Center, deutsch Welthandelszentrum Gebäude Nr. 7), ist ein Wolkenkratzer im neuen World Trade Center im Financial District von Manhattan in New York City, USA. Er wurde an der Stelle des früheren World Trade Center 7 errichtet, nachdem dieser infolge der Terroranschläge am 11. September 2001 eingestürzt war. 2006 wurde der Neubau fertiggestellt. Die Adresse des Gebäudes lautet 250 Greenwich Street.

## Architektur und Beschreibung

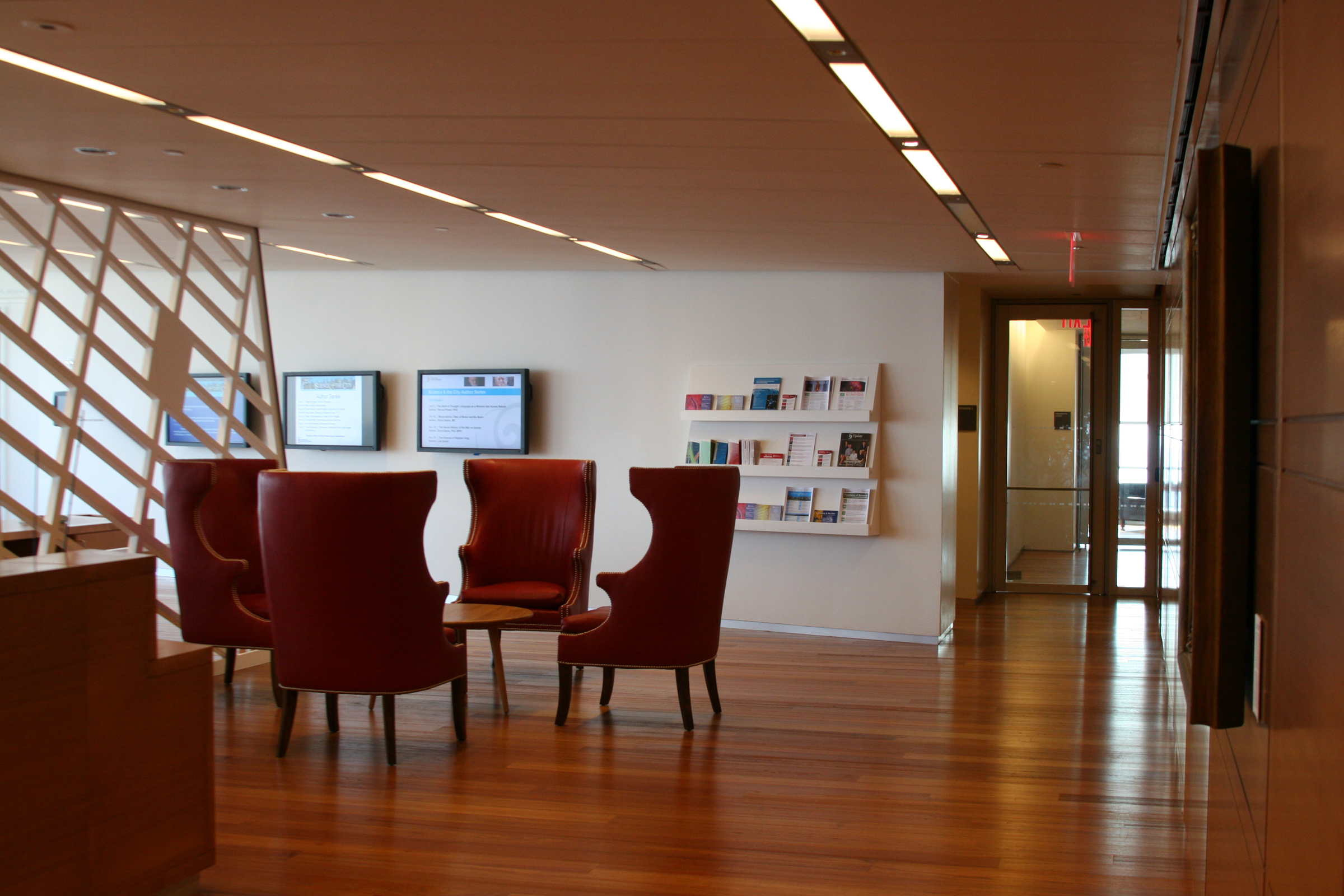
Innenansicht

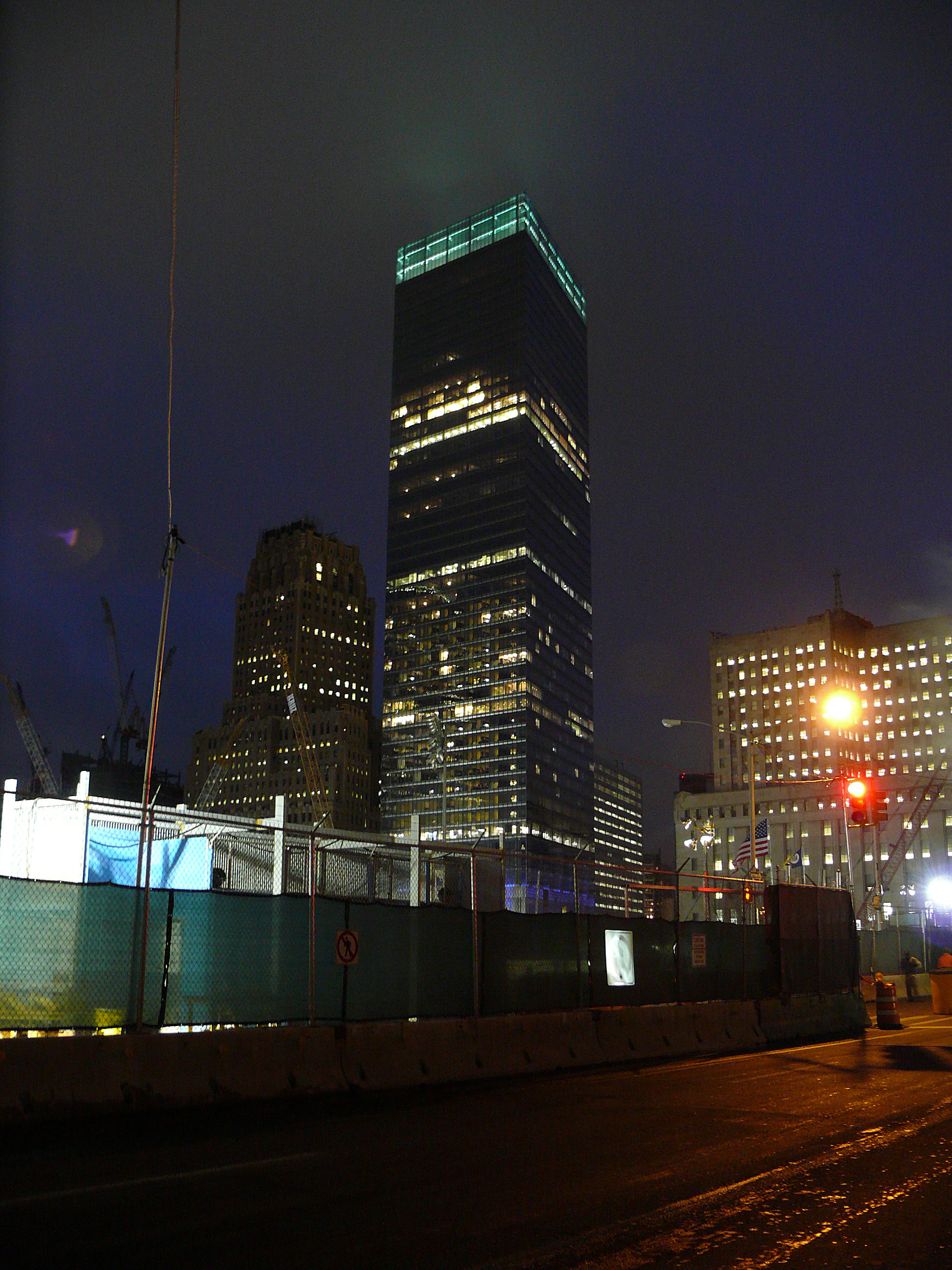
7 WTC bei Nacht von Süden

Bereits 2002 gab der Gebäudeeigentümer, die Immobiliengesellschaft Silverstein Properties, den Bau des neuen 7 World Trade Center in Auftrag. Am 23. Mai 2006 wurde das Bauwerk feierlich eröffnet. Damit war es das erste Bauwerk des neuen World-Trade-Center-Komplexes. Das neue 7 WTC ist 226,5 Meter (743 Fuß) hoch und hat 49 Stockwerke. Damit übertrifft es das alte 7 WTC um 40 Meter und zwei Stockwerke. Es ist jedoch von wesentlich schlankerer Gestalt als sein Vorgänger. Beim Bau des Gebäudes spielten Sicherheitsaspekte eine wichtige Rolle. So wurde der Brandschutz erheblich verbessert, außerdem besitzt das Gebäude einen massiven Betonkern. Das neue 7 World Trade Center gilt als einer der sichersten Wolkenkratzer der Welt. Das Gebäude, dessen Fassade vollständig mit Glas ausgekleidet wurde, wurde vom US-amerikanischen Architekten David Childs des Büros Skidmore, Owings and Merrill entworfen. Dieser entwarf auch das 541 Meter hohe One World Trade Center, das sich nur wenige Meter vom 7 WTC entfernt befindet.